# Big Hat
Big Hat je hokejska dvorana v Naganu na Japonskem. Zgrajena je bila leta 1995 in lahko sprejme 10.104 gledalcev.
Na zimskih olimpijskih igrah v Naganu je gostila tekmovanja iz hokeja na ledu.